# 岩崎貴宏
岩崎 貴宏（いわさき たかひろ、1975年 - ）は、日本の現代美術家。広島県生まれ、広島県在住。広島市立大学芸術学部を1期生として卒業後、2003年同大学院芸術学研究科博士課程修了。2005年エジンバラ・カレッジ・オブ・アート大学院修了。
歯ブラシ、タオル、ダクトテープ、文庫本の栞、シャーペンの芯など、身の回りにある日用品を使って俯瞰的な都市の風景を生み出し、鑑賞者の視点に揺さぶりをかける作風が特徴とされている。

## 参加した展覧会など

### 国際展
第10回リヨン・ビエンナーレ(2009)
ヨコハマトリエンナーレ (2011)
第7回アジア・パシフィック・トリエンナーレ (2012)
2013アジアン・アート・ビエンナーレ (国立台湾美術館)（2013）
第8回深圳彫刻ビエンナーレ(2014)
奥能登国際芸術祭(2017) 
水と土の芸術祭(2018) 

### グループ展
「六本木クロッシング2007 未来への脈動」(森美術館、2007)
「日常の喜び」(水戸芸術館現代美術センター、2008)
「Glance, Object, Symbol」(パレ・ド・トーキョー、2011)
「日産アートアワード2015」(BankART Studio NYK)
「(In)tangible Reminiscence」(The Annex、香港、2018)
「Going Away Closer」(ウィルフレド・ラム・センター・オブ・コンテンポラリーアート、ハバナ、キューバ、2018) 

### 個展
2015年に小山市立車屋美術館、黒部市美術館、ニューヨークのアジアソサエティ
2017年には、鷲田めるろキュレーターによって第57回ヴェネチア・ビエンナーレ国際美術展の日本館代表に選出され、個展「逆さにすれば、森」が開催された。
平成29年度(第72回)芸術選奨文部科学大臣新人賞受賞。
2020年には、「針の穴から天を覗く」を東京のANOMALYで開催。